# Поляризовність
Поляризовність — характеристика діелектричних властивостей речовини, коефіцієнт пропорційності між вектором поляризації та напруженістю електричного поля. 

## Загальні дані
Позначається грецькою літерою α, безрозмірнісна величина. 
Загалом поляризовність є тензорною величиною 
{\displaystyle P_{i}=\sum _{j}\alpha _{ij}E_{j}\,,}
де {\displaystyle \mathbf {P} } - вектор поляризації, {\displaystyle \mathbf {E} } - напруженість прикладеного поля, {\displaystyle \alpha _{ij}} - тензор поляризовності. Тензор поляризовності симетричний 
{\displaystyle \alpha _{ij}=\alpha _{ji}\,}.
Для ізотропних речовин та для кристалів високої симетрії тензор поляризовності зводиться до скаляра, і тоді можна записати 
{\displaystyle \mathbf {P} =\alpha \mathbf {E} }.
Тензор поляризовності зв'язаний із тензором діелектричної проникності співвідношенням 
{\displaystyle \varepsilon _{ij}=\delta _{ij}+4\pi \alpha _{ij}},
де {\displaystyle \delta _{ij}} - символ Кронекера . У випадку ізотропного середовища 
{\displaystyle \varepsilon =1+4\pi \alpha }

## Поляризовність молекули
Оскільки вектор поляризації створюється, зокрема, наведеними електричними дипольними моментами, то поняття поляризовності можна ввести також щодо молекул чи атомів. Поляризовність молекули - це наведений у ній дипольний момент 
{\displaystyle d_{i}=\sum _{j}\alpha _{ij}E_{j}\,,}.
Для складних молекул наведений дипольний момент не обов'язково направлений паралельно прикладеному електричному полю.

## Атом-атомна поляризовність
Величина (π), що використовується в теорії збурень як міра
зміни електронної густини (q) атома s викликана зміною
електронегативності (кулонівського інтеграла — αr) атома r:
π = δqs / δ αr.